# بافل بيزديك
بافل بيزديك (بالتشيكية: Pavel Bezděk)‏ هو ممثل تشيكي، ولد في 3 يوليو 1965.

## أعمال

### أفلام
- (2003) تحالف الخارقين[1]
- (2004) المفترس ضد ألين[2][3][4][5]
- (2007) تمرد هانيبال[6][7]
- (2011)  بروتوكول الشبح[8]

## وصلات خارجية
- بافل بيزديك على موقع IMDb (الإنجليزية)
- بافل بيزديك على موقع ألو سيني (الفرنسية)
- بافل بيزديك على موقع أول موفي (الإنجليزية)
- بافل بيزديك على موقع قاعدة بيانات الأفلام السويدية (السويدية)
- بافل بيزديك على موقع قاعدة بيانات الفيلم (الإنجليزية)
- بافل بيزديك على موقع كينوبويسك (الروسية)